# کیم یو یون
کیم یو یون (کره‌ای: 김유연؛ زادهٔ ۹ فوریه ۲۰۰۱) که با نام هنری یویون شناخته می‌شود، خواننده و بازیگر اهل کره جنوبی است. او یکی از اعضای گروه دخترانهٔ کره‌ای تریپل‌اس و زیرگروه‌های آن شامل اسید آنجل فرام ایژا، اسید آیز، اولوشن، ویژنری ویژن و هاچی است. یویون نخستین بار با حضور در برنامهٔ رقابتی و بقای مای تینیج گرل توجه عموم را به خود جلب کرد.

## زندگی اولیه
کیم یو یون در ۹ فوریه ۲۰۰۱ در ناحیه سوچو در سئول، کره جنوبی به دنیا آمد. او در دوران کودکی برای یادگیری زبان انگلیسی مدتی را در کشورهای نیوزیلند و ایالات متحده آمریکا به تحصیل پرداخت. کیم دوران دبیرستان را در دبیرستان دخترانهٔ سه‌هوا گذراند و از سال ۲۰۲۴ دانشجوی رشتهٔ آموزش علوم در دانشگاه زنان ایهوا است، هرچند در حال حاضر برای دنبال‌کردن رؤیای تبدیل شدن به یک سلبریتی، مرخصی تحصیلی گرفته است. او سه بار در آزمون ورودی دانشگاه شرکت کرد و هر بار نیز موفق به قبولی شد.
پیش‌تر نیز دانشجوی دانشگاه دونگ‌گوک در رشتهٔ مهندسی بود، اما به توصیهٔ والدینش از ادامهٔ تحصیل در آن رشته انصراف داد. خانواده‌اش در ابتدا تمایل داشتند که او وارد حوزهٔ پزشکی شود، زیرا مادرش داروساز و پدرش پزشک هستند. با این حال، کیم هنگام تحصیل در دانشگاه احساس کرد که علاقه‌ای به رشتهٔ انتخابی‌اش ندارد و به جای آن، می‌خواهد وارد دنیای سرگرمی شود.
در آغاز، والدینش با تصمیم او برای تبدیل شدن به یک سلبریتی مخالف بودند و از این تصمیم ابراز ناامیدی کردند.